# Gian Maria Zaccone
Gian Maria Zaccone syndolog, historyk. Dyrektor naukowy Muzeum Całunu Turyńskiego oraz wicedyrektor Międzynarodowego Centrum Syndonologii w Turynie. Jest też członkiem Diecezjalnej Komisji ds. Całunu Archidiecezji Turynu. W swych badaniach zajmował się głównie pierwszym okresem europejskim całunu, ale odkrył też i opublikował dokumenty dotyczące przejęcia całunu przez dynastię sabaudzką oraz dokumentacji fotograficznej płótna, przeprowadzonej przez Secondo Pia w maju 1898 roku.
Zaccone zapoczątkował nowy nurt w badaniach historycznych nad całunem, którego celem jest odtworzenie, na podstawie dokumentów, roli i znaczenia tego obiektu w różnych kontekstach dziejowych, społecznych i kulturowych. Brał udział w licznych konferencjach we Włoszech i za granicą oraz w audycjach radiowych i telewizyjnych. Jest autorem wielu książek i artykułów o charakterze historycznym oraz redaktorem publikacji naukowych.

## Publikacje dostępne w języku polskim
- Całun Turyński : historia tajemnicy. Kraków: Wydawnictwo eSPe, 2011. ISBN 978-83-7482-401-9. Brak numerów stron w książce